# Deutscher Sachbuchpreis
Der Deutsche Sachbuchpreis ist ein Literaturpreis, mit dem seit 2021 jedes Jahr das Sachbuch des Jahres ausgezeichnet wird, das in einem Jahr in deutschsprachiger Originalausgabe erschienen ist und das Impulse für die gesellschaftliche Auseinandersetzung gegeben hat. 

## Geschichte
Im Mai 2019 hatte der Börsenverein des Deutschen Buchhandels die Verleihung des Deutschen Sachbuchpreises angekündigt. Aufgrund der Covid-19-Pandemie wurde der Preis im Jahr 2021 erstmals verliehen.
Stifter ist die Stiftung Buchkultur und Leseförderung des Börsenvereins des Deutschen Buchhandels, Hauptförderer ist die Deutsche Bank Stiftung. Weitere Unterstützer sind die Stadt Hamburg (Behörde für Kultur und Medien) sowie die Frankfurter Buchmesse, welche seit 2024 an die Stelle der ZEIT-Stiftung Ebelin und Gerd Bucerius getreten ist. Medienpartner sind der Österreichische Rundfunk (ORF), der Deutschlandfunk Kultur sowie „New Books in German“.
Schirmherr bzw. Schirmherrin des Deutschen Sachbuchpreises war bisher die/der jeweilige Beauftragte der Bundesregierung für Kultur und Medien, anfänglich Monika Grütters, danach Claudia Roth und später Wolfram Weimer.

## Auswahlverfahren
Ziel des Preises ist es, die Aufmerksamkeit für Sachbücher als Grundlage von Wissensvermittlung, fundierter Meinungsbildung sowie als Impulsgeber für den öffentlichen Diskurs zu fördern. 
Für die Auszeichnung können sich Verlage aus Deutschland, Österreich und der Schweiz mit bis zu zwei deutschsprachigen Sachbüchern aus dem jeweils aktuellen oder dem geplanten Programm bewerben. Eine Jury bewertet die Relevanz des Themas, die erzählerische Kraft des Textes, die Art der Darstellung in allgemein verständlicher Sprache sowie die Qualität der Recherche. Die Juroren lesen alle eingereichten und den Teilnahmekriterien entsprechenden Bücher und fordern ggf. zusätzliche geeignete Titel an.
Das Sachbuch des Jahres wird in zwei Auswahlstufen ermittelt. Die Jury stellt eine acht Titel umfassende Nominierungsliste zusammen, die sie im zeitlichen Umfeld des Welttags des Buches im April bekannt gibt. Aus dieser Auswahl ermittelt die Jury das Sachbuch des Jahres, das im Mai/Juni jedes Jahres verkündet wird. Erst am jeweiligen Abend der Preisverleihung erfahren die acht nominierten Autoren, wer von ihnen den Deutschen Sachbuchpreis erhält.
Im Jahr 2024 hatten 115 Verlage 191 Buchtitel vorgeschlagen.
Der Deutsche Sachbuchpreis ist mit insgesamt 42.500 Euro dotiert. Der Preisträger erhält 25.000 Euro, die weiteren sieben Nominierten je 2.500 Euro.

## Nominierte und Preisträger
Im Folgenden sind die jeweils nominierten Sachbücher aufgeführt. Die Preisträger und ausgezeichneten Werke sind fett markiert.

### Deutscher Sachbuchpreis 2021
- Heike Behrend: Menschwerdung eines Affen (Matthes & Seitz Berlin, Oktober 2020)
- Asal Dardan: Betrachtungen einer Barbarin (Hoffmann und Campe, Februar 2021)
- Jürgen Kaube: Hegels Welt (Rowohlt Berlin, August 2020)[5]
- Andreas Kossert: Flucht. Eine Menschheitsgeschichte. (Siedler, Oktober 2020)
- Daniel Leese: Maos langer Schatten. Chinas Umgang mit der Vergangenheit. (C.H.Beck, Oktober 2020)
- Michael Maar: Die Schlange im Wolfspelz. Das Geheimnis großer Literatur (Rowohlt, Oktober 2020)
- Christoph Möllers: Freiheitsgrade. Elemente einer liberalen politischen Mechanik (Suhrkamp, September 2020)
- Mai Thi Nguyen-Kim: Die kleinste gemeinsame Wirklichkeit (Droemer Knaur, März 2021)

Die Preisverleihung fand am 14. Juni 2021 im Humboldt Forum im Berliner Schloss statt.

### Deutscher Sachbuchpreis 2022
- Bettina Baltschev: Am Rande der Glückseligkeit. Über den Strand (Berenberg, Mai 2021)
- Alice Bota: Die Frauen von Belarus. Von Revolution, Mut und dem Drang nach Freiheit (Berlin Verlag, Juli 2021)
- Stefan Creuzberger: Das deutsch-russische Jahrhundert. Geschichte einer besonderen Beziehung (Rowohlt, März 2022)
- Samira El Ouassil, Friedemann Karig: Erzählende Affen. Mythen, Lügen, Utopien – Wie Geschichten unser Leben bestimmen (Ullstein, Oktober 2021)
- Ludwig Huber: Das rationale Tier. Eine kognitionsbiologische Spurensuche (Suhrkamp, Dezember 2021)
- Stephan Malinowski: Die Hohenzollern und die Nazis. Geschichte einer Kollaboration (Propyläen, September 2021)[7]
- Steffen Mau: Sortiermaschinen. Die Neuerfindung der Grenze im 21. Jahrhundert (C.H.Beck, November 2021)
- Natan Sznaider: Fluchtpunkte der Erinnerung. Über die Gegenwart von Holocaust und Kolonialismus (Carl Hanser, Januar 2022)

Die Preisverleihung fand am 30. Mai 2022 im Humboldt Forum im Berliner Schloss statt.

### Deutscher Sachbuchpreis 2023
- Omri Boehm: Radikaler Universalismus. Jenseits von Identität (Propyläen, September 2022)
- Teresa Bücker: Alle Zeit. Eine Frage von Macht und Freiheit (Ullstein, Oktober 2022)
- Ewald Frie: Ein Hof und elf Geschwister. Der stille Abschied vom bäuerlichen Leben in Deutschland (C.H.Beck, Februar 2023)[9]
- Judith Kohlenberger: Das Fluchtparadox. Über unseren widersprüchlichen Umgang mit Vertreibung und Vertriebenen (Kremayr & Scheriau, August 2022)
- Meron Mendel: Über Israel reden. Eine deutsche Debatte (Kiepenheuer & Witsch, März 2023)
- Hanno Sauer: Moral. Die Erfindung von Gut und Böse (Piper, März 2023)
- Martin Schulze Wessel: Der Fluch des Imperiums. Die Ukraine, Polen und der Irrweg in der russischen Geschichte (C.H.Beck, März 2023)
- Elisabeth Wellershaus: Wo die Fremde beginnt. Über Identität in der fragilen Gegenwart (C.H.Beck, Januar 2023)

Die Preisverleihung fand am 1. Juni 2023 im Kleinen Saal der Elbphilharmonie in Hamburg statt.

### Deutscher Sachbuchpreis 2024
- Jens Beckert: Verkaufte Zukunft. Warum der Kampf gegen den Klimawandel zu scheitern droht (Suhrkamp)
- Sebastian Conrad: Die Königin. Nofretetes globale Karriere (Propyläen)
- Ruth Hoffmann: Das deutsche Alibi. Mythos „Stauffenberg-Attentat“ – wie der 20. Juli 1944 verklärt und politisch instrumentalisiert wird (Goldmann)
- Roman Köster: Müll. Eine schmutzige Geschichte der Menschheit (C.H.Beck)
- Christina Morina: Tausend Aufbrüche. Die Deutschen und ihre Demokratie seit den 1980er Jahren (Siedler)[11]
- Frauke Rostalski: Die vulnerable Gesellschaft. Die neue Verletzlichkeit als Herausforderung der Freiheit (C.H.Beck)
- Marcus Willaschek: Kant. Die Revolution des Denkens (C.H.Beck)
- Moshe Zimmermann: Niemals Frieden? Israel am Scheideweg (Propyläen)

Die Preisverleihung fand am 11. Juni 2024 im Kleinen Saal der Elbphilharmonie in Hamburg statt.

### Deutscher Sachbuchpreis 2025
- Ingo Dachwitz, Sven Hilbig: Digitaler Kolonialismus. Wie Tech-Konzerne und Großmächte die Welt unter sich aufteilen (C.H.Beck, Februar 2025)
- Aladin El-Mafaalani, Sebastian Kurtenbach, Klaus Peter Strohmeier: Kinder – Minderheit ohne Schutz. Aufwachsen in der alternden Gesellschaft (Kiepenheuer & Witsch, Januar 2025)
- Franz-Stefan Gady: Die Rückkehr des Krieges. Warum wir wieder lernen müssen, mit Krieg umzugehen (Quadriga, Oktober 2024)
- Ines Geipel: Fabelland. Der Osten, der Westen, der Zorn und das Glück (S. Fischer, August 2024)
- Martina Heßler: Sisyphos im Maschinenraum. Eine Geschichte der Fehlbarkeit von Mensch und Technologie (C.H.Beck, Februar 2025)
- Walburga Hülk: Victor Hugo. Jahrhundertmensch (Matthes & Seitz Berlin, November 2024)
- Bernhard Kegel: Mit Pflanzen die Welt retten. Grüne Lösungen gegen den Klimawandel (DuMont, Oktober 2024)
- Ulli Lust: Die Frau als Mensch. Am Anfang der Geschichte (Reprodukt-Verlag, Februar 2025)[13]

Die Preisverleihung fand am 17. Juni 2025 im Kleinen Saal der Elbphilharmonie in Hamburg statt.